# Most Groszowy
Most Groszowy, nazývaný také Zielony mostek či Most Zakochanych, německy Pfennigbrücke a česky lze přeložit jako Grošový most, Haléřový most či Zelený mostek a Most zamilovaných, je ocelový mostek/lávka pro pěší překlenující Młynówku (vodní kanál řeky Odry) a vedoucí na říční ostrov Pasieka (Wyspa Pasieka) v historické čtvrti Stare Miasto města Opole v jižním Polsku v Horním Slezsku. Nachází se také v okrese Opolí v Opolském vojvodství v geomorfologickém celku Pradolina Wrocławska.

## Další informace
Příhradový most Groszowy spojuje ulici Piastowska s ulicí Wolfganga Amadeusza Mozarta a získal svůj název podle toho, že se zde před lety vybíralo symbolické mýtné ve výši jednoho grosze nebo spíše jednoho pfennigu. Další název Zelený most je podle jeho nátěru zelenou barvou a poslední název Most milenců odkazuje na skutečnost, že jsou na něm umístěny kovové visací zámky od zamilovaných párů. Patří mezi jednu z nejznámějších a nejoblíbenějších památek Opole a byl postaven v roce 1903 ve stylu secesní architektury na místě staršího dřevěného mostu z roku 1894. Výstavba mostu byla spojena s vytvořením vilové čtvrti Wilhelmstal na ostrově Pasieka. Délka mostu je 49,22 m a šířka užitné plochy je cca 2,70 m. Most má dvě pole a jeden pilíř mostu je uprostřed Młynówky. Most je zdoben ornamenty v secesním stylu a v nejvyšší části mostu je umístěn znak města Opole. Od roku 2010 je most v noci osvětlen. V roce 2020 byla ukončena rekonstrukce mostu. Most je celoročně volně přístupný.

## Galerie

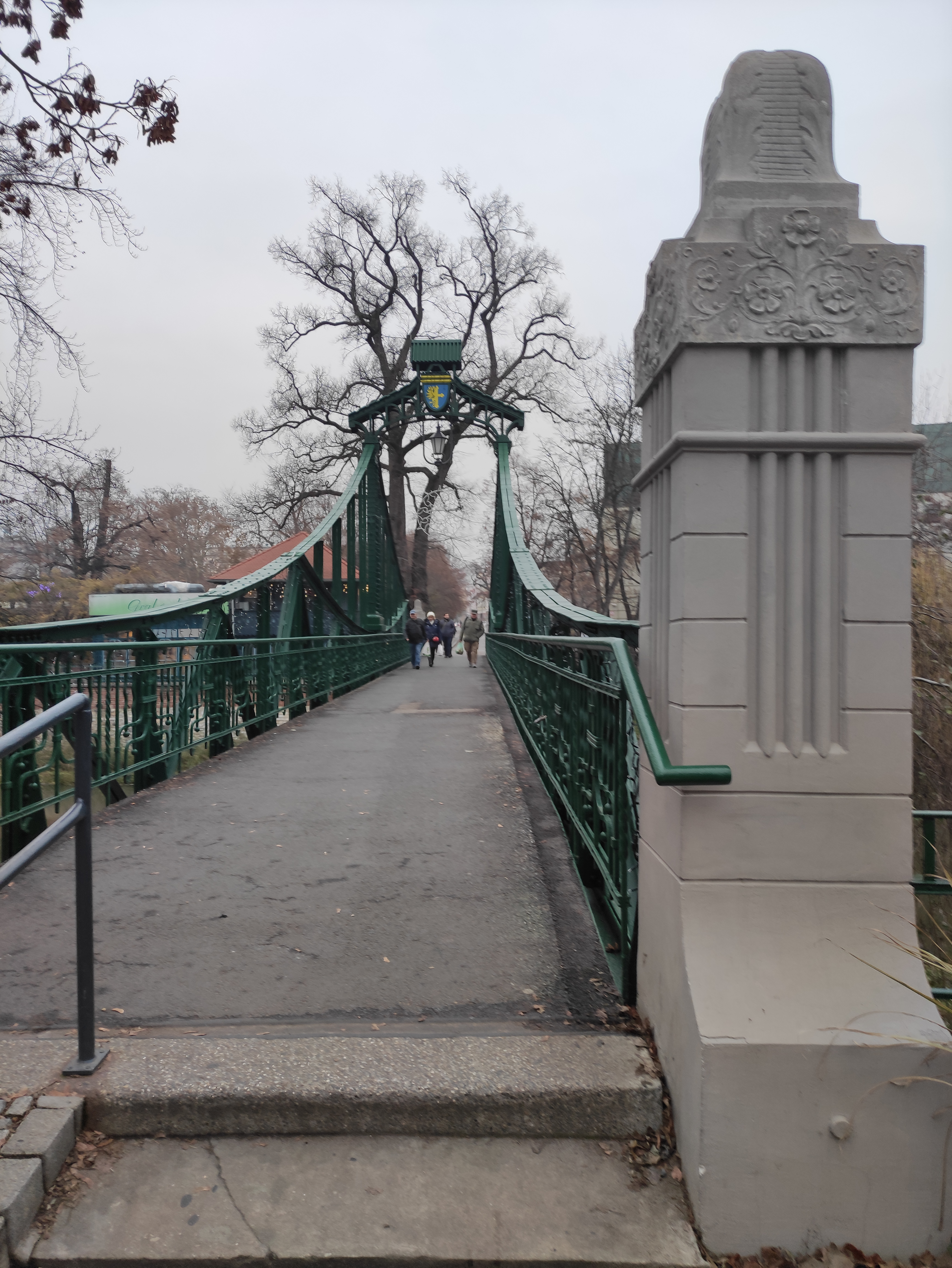
Sloup u bývalé mýtnice
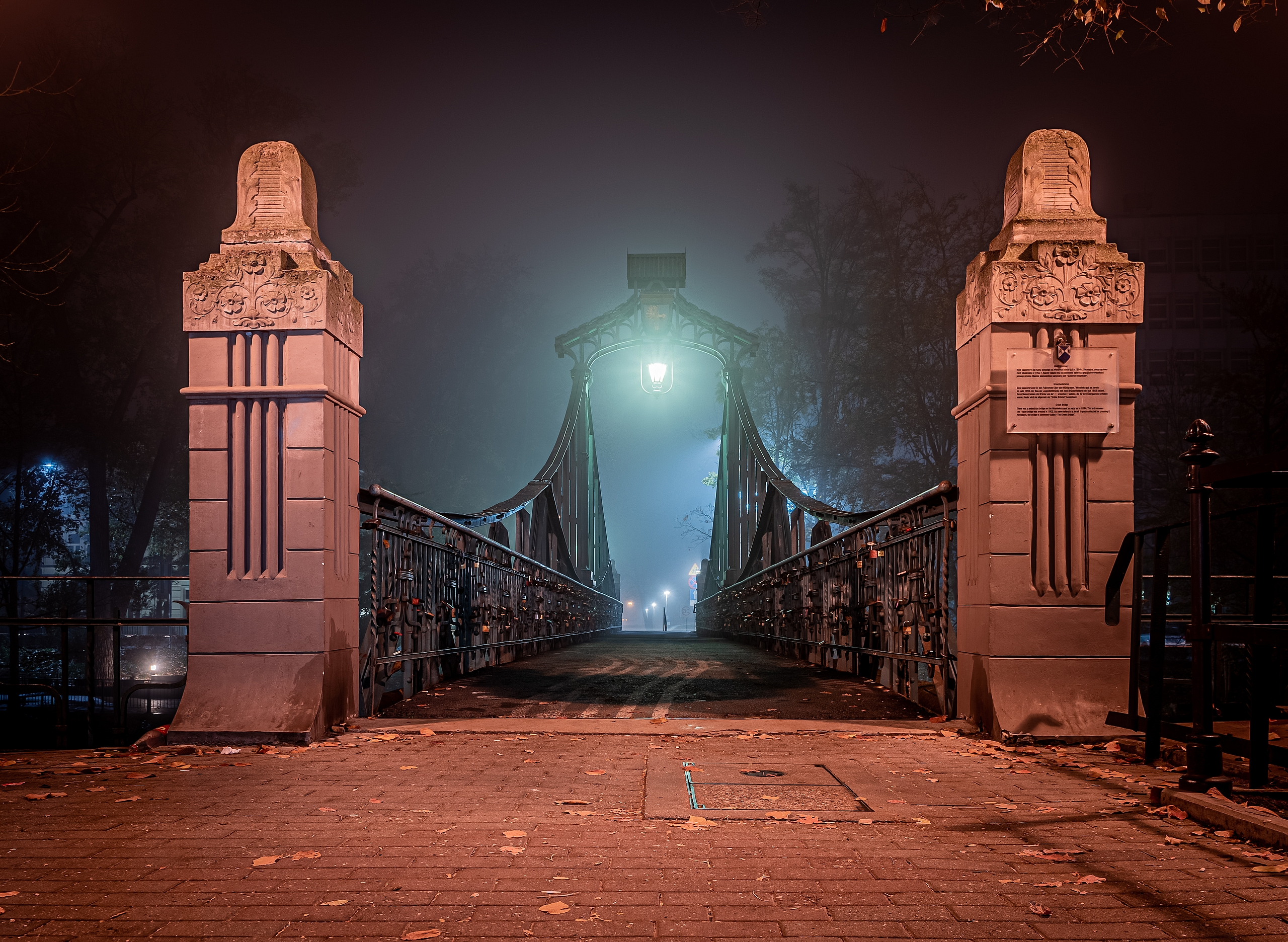
Sloupy u bývalé mýtnice v noci
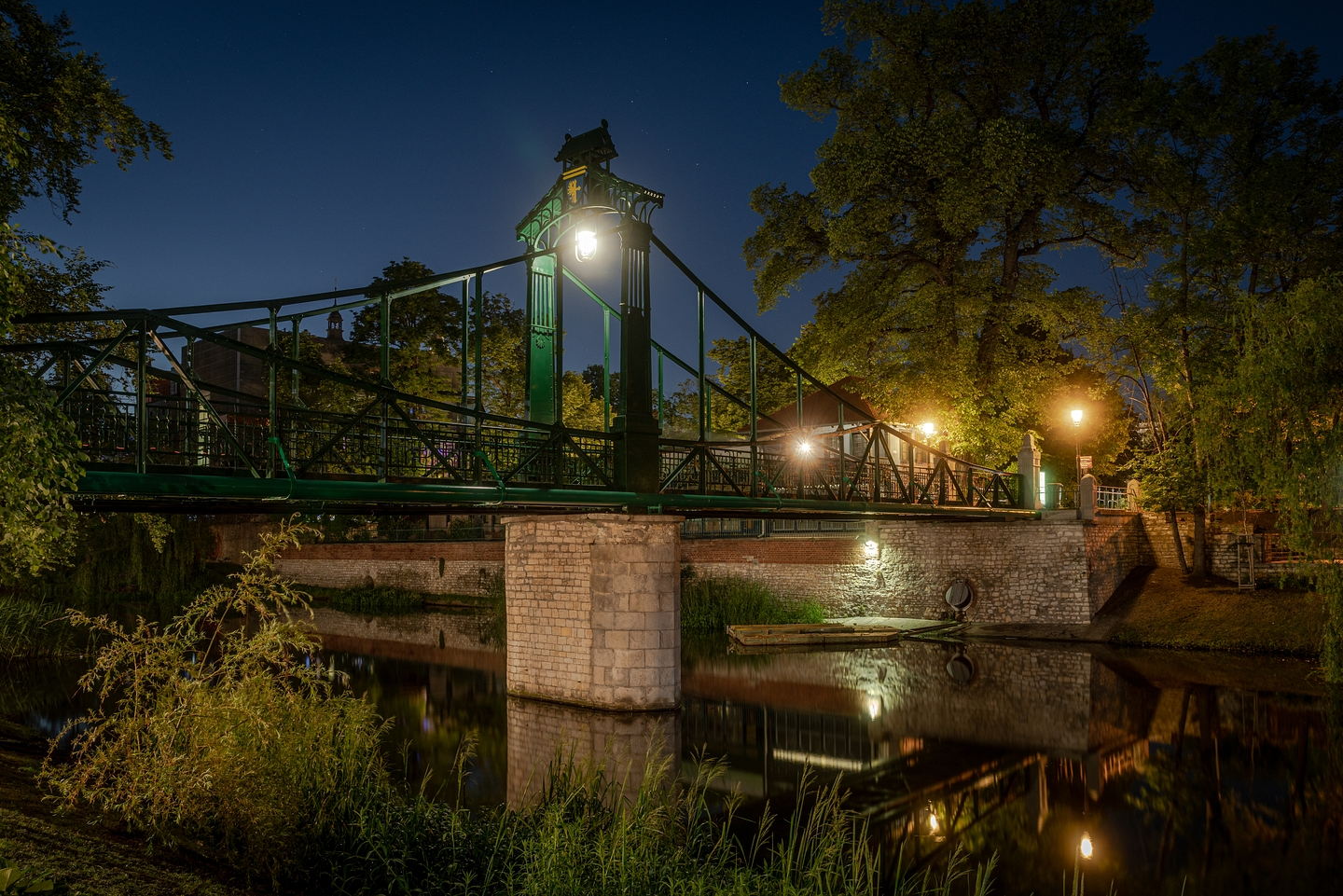
Noční osvětlení mostu a Młynówky
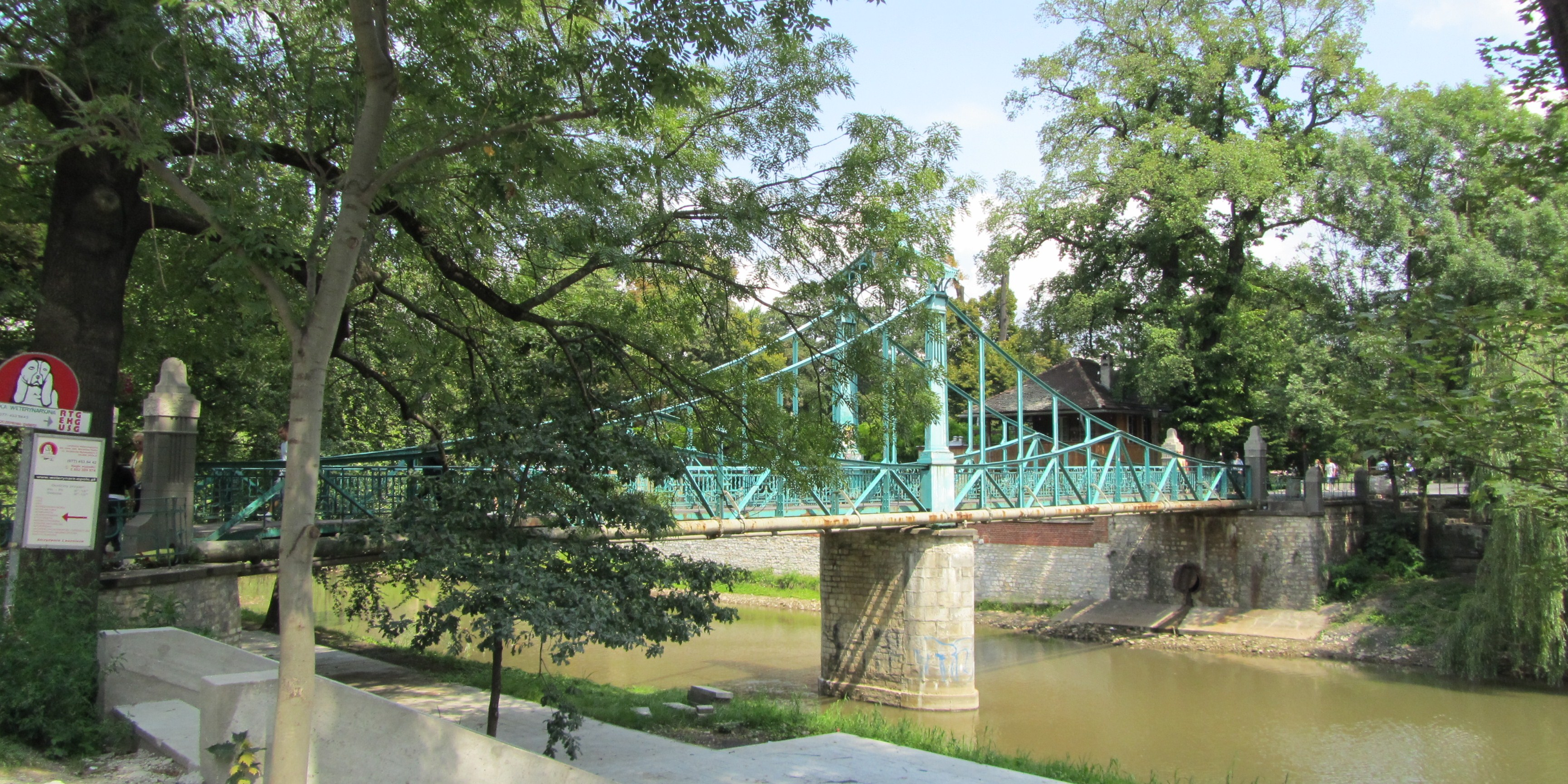
Pohled na most a Młynówku
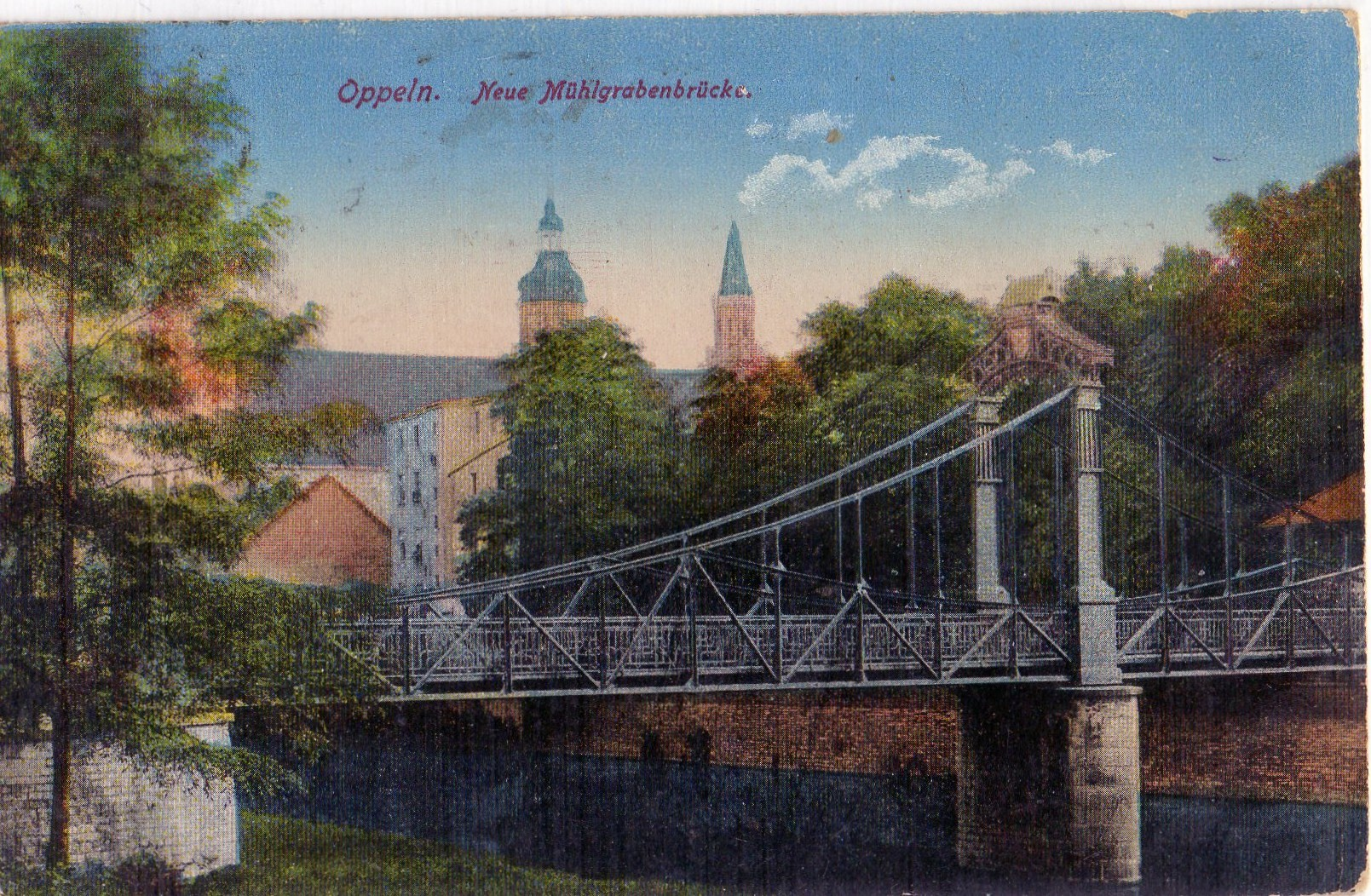
Historická fotografie